# اکا تکشلاشویلی
اِکاترینِ "اکا" تْکِشِلاشویلی (گرجی: ეკატერინე "ეკა" ტყეშელაშვილი؛ زادهٔ ۲۳ مهٔ ۱۹۷۷) یک حقوقدان و سیاستمدار گرجی است که عضو حزب جنبش اتحاد ملی گرجستان بود و در دوره ریاست جمهوری میخیل ساآکاشویلی به عنوان وزیر امور خارجه،وزیر دادگستری،وزیر مشاور امور اصلاحات و برابری مدنی و همچنین رئیس شورای امنیت ملی گرجستان فعالیت کرد.

## زندگی‌نامه
او در ۲۳ مه ۱۹۷۷ در تفلیس، پایتخت گرجستان به دنیا آمد. او در سال ۱۹۹۹ از دانشکده حقوق بین‌الملل و روابط بین‌الملل دانشگاه دولتی تفلیس فارغ‌التحصیل شد و به عنوان یک حقوقدان برای کمیته بین‌المللی صلیب سرخ کار کرد. او از ۹ اکتبر ۱۹۹۷ تا ۱۰ سپتامبر ۱۹۹۹ رئیس مرکز تخصصی تحقیقات و سیاست خارجی در وزارت امور خارجه گرجستان بود. از ۱ ژوئن تا اول نوامبر ۲۰۰۱، در کمیته حقوق بشر در نیویورک، و از دسامبر ۲۰۰۲ تا می ۲۰۰۳، در دادگاه بین‌المللی کیفری یوگسلاوی سابق به عنوان وکیل فعالیت می‌کرد.

## سیاست

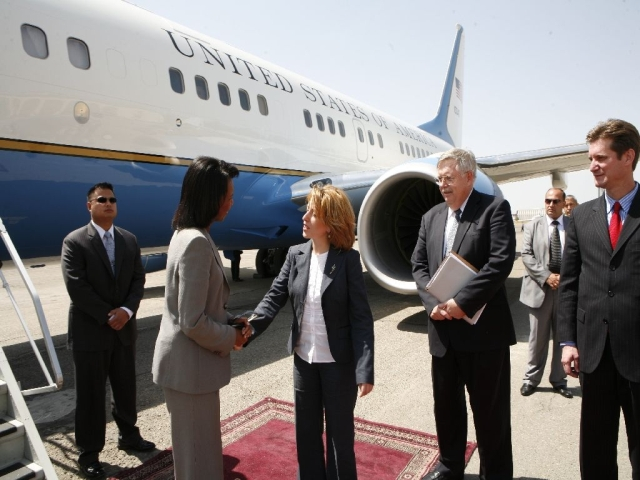
اکا تکشلاشویلی وزیر خارجه گرجستان و کاندولیزا رایس وزیر خارجه آمریکا

تکشلاشویلی در ۱ فوریه ۲۰۰۴ به عنوان معاون وزیر دادگستری گرجستان و در سپتامبر ۲۰۰۵ به عنوان معاون وزیر کشور منصوب شد. او بعداً از اول مه ۲۰۰۶ تا اول اوت ۲۰۰۷ ریاست دادگاه تجدید نظر تفلیس را به عهده داشت. وی در اوت ۲۰۰۷ به عنوان وزیر دادگستری گرجستان منصوب شد و از ژانویه تا مه ۲۰۰۸ به مدت چهار ماه به عنوان دادستان کل گرجستان خدمت کرد. وی از ۵ مه ۲۰۰۸ تا دسامبر همان سال، هفت ماه وزیر امور خارجه بود.انتصاب وی همزمان با روابط پرتنش گرجستان با همسایه شمالی خود روسیه به علت مناطق جدا شده آبخازیا و اوستیای جنوبی و آرزوی گرجستان برای پیوستن به ناتو بود. وی در مدت تصدی این سمت، وعده داده بود که دیپلماسی فعال را برای یافتن راه حل مسالمت آمیز برای همه مشکلات موجود دنبال کند. در ۵ دسامبر ۲۰۰۸، با تغییراتی که در کابینه روی داد، گریگول واشادزه به جای توکشلاشویلی وزارت خارجه را به عهده گرفت و توکشلاشویلی در آن زمان ریاست شورای امنیت ملی را عهده‌دار شد. او بعدها هم از سال ۲۰۱۰ تا ۲۰۱۲ به عنوان وزیر مشاور امور اصلاحات و برابری مدنی در دولت حضور داشت. او از سال ۲۰۱۷ تا کنون رئیس EUACI در اتحادیه اروپا است.

## زندگی شخصی
تکشلاشویلی ازدواج کرده‌است و دو فرزند دارد. او به گرجی، فرانسوی، روسی و انگلیسی به‌طور کامل مسلط است.